# Пожар в торговом центре Эль-Кута
Пожар в торговом центре Эль-Кута — инцидент, произошедший 16 июля 2025 года в торговом центре в городе Эль-Кут, расположенном в мухафазе Васит на востоке Ирака. Пожар произошёл в Hyper Mall — пятиэтажном коммерческом здании. По официальным данным, погибло не менее 69 человек, ещё 11 числятся пропавшими без вести. Сотни людей получили травмы различной степени тяжести. Пожар начался в рабочее время и быстро распространился по зданию.

## Предыстория
Торговый центр открылся за пять дней до пожара. Жители Эль-Кута утверждали, что в здании отсутствовали меры пожарной безопасности, включая аварийные выходы, огнетушители и пожарную сигнализацию. Иракские чиновники сообщили, что здание имело плохие показатели по безопасности. Представитель провинции сообщил, что изначально в здании располагался ресторан, который был закрыт за нарушение стандартов безопасности, и отметил, что остаётся неясным, как владельцы здания получили разрешение на переоборудование его в многоэтажный торговый центр с рестораном на верхнем этаже.

## Пожар
Губернатор мухафазы Васит Мухаммед аль-Майахи заявил, что пожар вспыхнул в гипермаркете и ресторане, где семьи ужинали. В момент пожара внутри находились сотни человек. Первоначальные сообщения указывали, что огонь начался на первом этаже. По словам выживших и представителя службы безопасности, пожар вспыхнул после того, как кондиционер загорелся и взорвался в парфюмерном магазине.
В соцсетях распространились видео, на которых видно, как несколько этажей пятиэтажного здания были охвачены огнём, а люди стояли на крыше, пока пожарные продолжали тушение всю ночь.
По официальным данным, число погибших составило не менее 69 человек, в основном женщин и детей, ещё 11 числятся пропавшими без вести, сотни получили ранения. Иракское телевидение сообщало о 77 погибших. Из 69 жертв 59 были идентифицированы как иракские граждане, один — как иностранец. Ожидается, что число погибших возрастёт, поскольку не все тела ещё остаются извлечёнными. Официальные лица заявили, что столь высокое число жертв связано с использованием легковоспламеняющихся строительных материалов и отсутствием аварийных выходов, что является нарушением местных правил безопасности. Среди погибших — 14 неопознанных обгоревших тел. По словам медицинского источника, 43 человека получили ранения, при этом многие тела не были опознаны. Большинство погибших задохнулись в туалетах, а один мужчина сообщил, что пятеро членов его семьи погибли в лифте. Десятки пострадавших с тяжёлыми ожогами были доставлены в учебную больницу «Аль-Захра». Сообщалось, что более 100 человек либо пропали без вести, либо получили ранения, а число пострадавших ещё больше. Более 45 человек были спасены силами гражданской обороны.

## Реакции и последствия
Был объявлен трёхдневный траур и начато расследование инцидента, результаты которого планируют опубликовать в течение 48 часов. Против владельцев здания и ресторана были возбуждены судебные иски. Премьер-министр Ирака Мухаммед Шиа ас-Судани осмотрел торговый центр.
17 июля федеральное управление гражданской авиации начало расследование обстоятельств пожара. Было установлено отсутствие интегрированной системы пожаротушения, что способствовало распространению огня на другие этажи. Отсутствие аварийных выходов усугубило последствия, также отмечено, что Управление гражданской обороны не проверило систему пожаротушения при открытии центра.
Министерство внутренних дел Ирака временно отстранило от работы 17 сотрудников и задержало трёх офицеров. Впоследствии министерство объявило о закрытии 610 объектов и проектов в различных мухафазах за нарушение норм безопасности — в рамках усилий по повышению уровня охраны и предотвращению подобных инцидентов.